# Exotela adjuncta
Exotela adjuncta är en stekelart som beskrevs av Vladimir Ivanovich Tobias 1998. Exotela adjuncta ingår i släktet Exotela och familjen bracksteklar. Inga underarter finns listade i Catalogue of Life.